# 櫻井光
櫻井光（1月23日—）是一名女性游戏编剧、小說家和編劇。曾在遊演体和Liar-soft担任编剧直到2017年，目前为自由职业者。

## 主要作品

### 游戏

#### 蒸汽龐克系列
- 蒼天のセレナリア 〜what a beautiful world〜（日语：蒼天のセレナリア）（2006年7月7日 Liarsoft、企劃原案・劇本）
  - 蒼天のセレナリア 〜What a beautiful world〜 Full Voice ReBORN（2011年12月22日 Liarsoft、企劃原案・劇本）
- 蒼天のセレナリア FAN DISC（2006年12月28日 Liarsoft、劇本）
- 赫炎のインガノック 〜what a beautiful people〜（日语：赫炎のインガノック）（2007年11月22日 Liarsoft、企劃原案・劇本）
  - 赫炎のインガノック 〜What a beautiful People〜 Fullvoice ReBORN（2011年12月22日 Liarsoft、企劃原案・劇本）
- 漆黒のシャルノス 〜what a beautiful tomorrow〜（日语：漆黒のシャルノス）（2008年11月21日 Liarsoft、企劃原案・劇本）
  - 漆黒のシャルノス 〜What a beautiful People〜 Fullvoice ReBORN（2011年12月22日 Liarsoft、企劃原案・劇本）
- 白光のヴァルーシア 〜what a beautiful hopes〜（日语：白光のヴァルーシア）（2009年11月20日 Liarsoft、企劃・劇本）
- 紫影のソナーニル 〜What a beautiful memories〜（日语：紫影のソナーニル）（2010年11月26日 Liarsoft、企劃原案・劇本・指導）
- Steampunk FullVOICE Fandisk（2012年8月24日 Liarsoft、企劃原案・劇本）
- 黄雷のガクトゥーン 〜what a shining braves〜（日语：黄雷のガクトゥーン）（2012年12月21日 Liarsoft、企劃・劇本・總導演）
- 黄雷のガクトゥーン SHINING NIGHT（2013年8月23日 Liarsoft、企劃・劇本・總導演）
- 瞬旭のティルヒア 〜What a beautiful dawn〜（2018年5月25日 Liarsoft、原作・導演・劇本）
- 緋星のバルトゥーム 〜What a beautiful starlight〜（未發售、導演・劇本・製作）

#### Fate系列
- Fate/Grand Order（2015年7月30日，TYPE-MOON / Aniplex / Delight Works，剧本）
- Fate/EXTELLA（2016年11月10日，TYPE-MOON / Marvelous 、剧本助理）
- Fate/Samurai Remnant（2023年9月28日，TYPE-MOON /  光榮特庫摩遊戲、故事监督[3]、剧本[4]）

#### 其他游戏
- Angel Bullet（2004年2月13日，Liar-soft，剧本）
- 絶対地球防衛機 メガラフター（2005年5月20日，Liarsoft，剧本）
- ハチポチ −Liar＆raiL FanDisk−（2011年3月18日，Liarsoft，企划、剧本）
- 屋頂上的百合靈（2012年3月30日，Liarsoft，剧本）
  - 屋頂上的百合靈～全曲完整演唱～（2018年1月26日，Liarsoft、剧本）
- PSYCHO-PASS心靈判官：無法抉擇的幸福（2015年5月28日，5pb.，剧本）

### 小说
- 灰燼のカルシェール 〜What a beautiful sanctuary〜（2013年2月 Nitroplus Books / 2014年10月 星海社文庫）
- 殺戮之電腦終結者（2013年11月 - GAGAGA文庫 第3卷）
- 暁のヴァンピレス〜アレグイアーデンの緋百合〜（2014年4月 - 一迅社文庫） - 原作：PEACH-PIT
- Fate/Prototype 蒼銀的碎片（2014年9月～2017年4月KADOKAWA 5卷）- 原作：TYPE-MOON
- PSYCHO-PASS LEGEND 追跡者 縢秀星（2014年8月Mag Garden / Nitroplus Books）- 原作：Psycho-Pass 制作委员会
- Fate/Labyrinth（2016年1月，角川）- 原作：TYPE-MOON
- Fate:Lost Einherjar 極光的亞絲拉琪 （2022年12月TYPE-MOON BOOKS第1卷已出版） - 原作：TYPE-MOON

### 日本动画
- 學園孤島 （剧本）
- 亂步奇譚 Game of Laplace（剧本）
- 冥暗的克鲁内特尔（原案 / 剧本）
- Fate/EXTRA Last Encore（剧本）
- 彼方的阿斯特拉（剧本）
- Fate/Grand Order -绝对魔兽战线 巴比伦尼亚- (剧本)
- Fate/Samurai Remnant（剧本合作）

### 漫画原作
- 若死亡成為已死之物（原作：海法紀光、樱井光；作画：狛句、合作：Monster Lounge；连载于《月刊龍時代》，2018年12月号～2021年2月号）
- Fate/Grand Order 英霊伝承異聞 〜蘆屋道満・以津真天〜（原作：樱井光 / TYPE-MOON、漫画：古海鐘一。《TYPE-MOON Comic Ace》2023年11月29日发表[5]）

## 脚注
1. ↑  河嶋陶一朗; 冒険企画局, , Role&Roll Books, 新紀元社: 12, 2011-11-11, ISBN 978-4-7753-0960-5
2. ↑  桜井光. .   [2016-11-08]. （原始内容存档于2024-07-14）.
3. ↑  . 4Gamer.net. 2023-06-22  [2023-06-24]. （原始内容存档于2023-07-02）.
4. ↑  . 4Gamer.net. 2023-09-28  [2023-11-29]. （原始内容存档于2024-01-20）.
5. ↑  . TYPE-MOONコミックエース. KADOKAWA.   [2023-11-29]. （原始内容存档于2024-07-11） （日语）.

## 相关项目
- 中原
- 澄兵
- 千枚葉
- 大石龙子
- 護国卿
- 文倉十
- すまき俊悟
- Liar-soft